# Іздебки
Іздебки (пол. Izdebki) — село на Закерзонні, у гміні Нозджець, Березівського повіту Підкарпатського воєводства, у південно-східній частині Польщі. Населення — 2739 осіб (2011).

## Назва
В перші роки назва латинською мовою подавалась досить різноманітно: 1436 Izbica, 1440  — Gysdbycza, Isdbycza, 1460 Iszdebky, 1468  — Hystepky, Istepka.

## Розташування
Село знаходиться на заході Надсяння. Розташоване приблизно за 5 км на захід від адміністративного центру ґміни села Ніздрець, за 10 км на північний схід від повітового центру Березова і за 31 км на південь від воєводського центру Ряшева.

## Історія

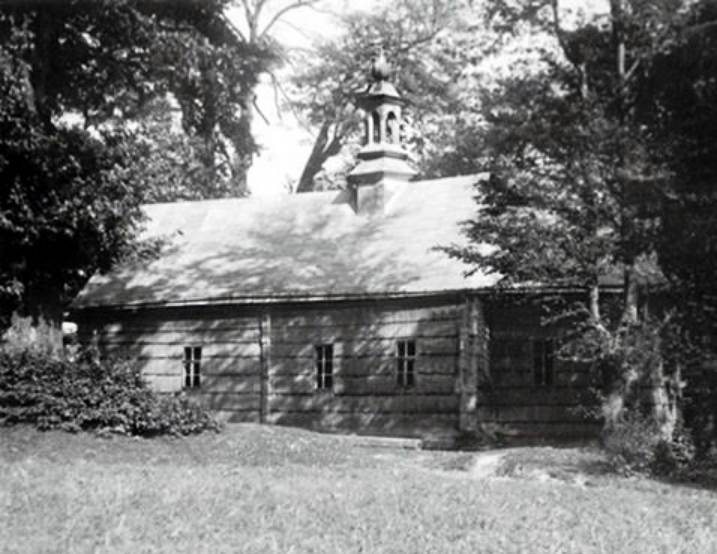
Церква в Іздебках (1650 або 1660).
Зруйнована у 1946 р.

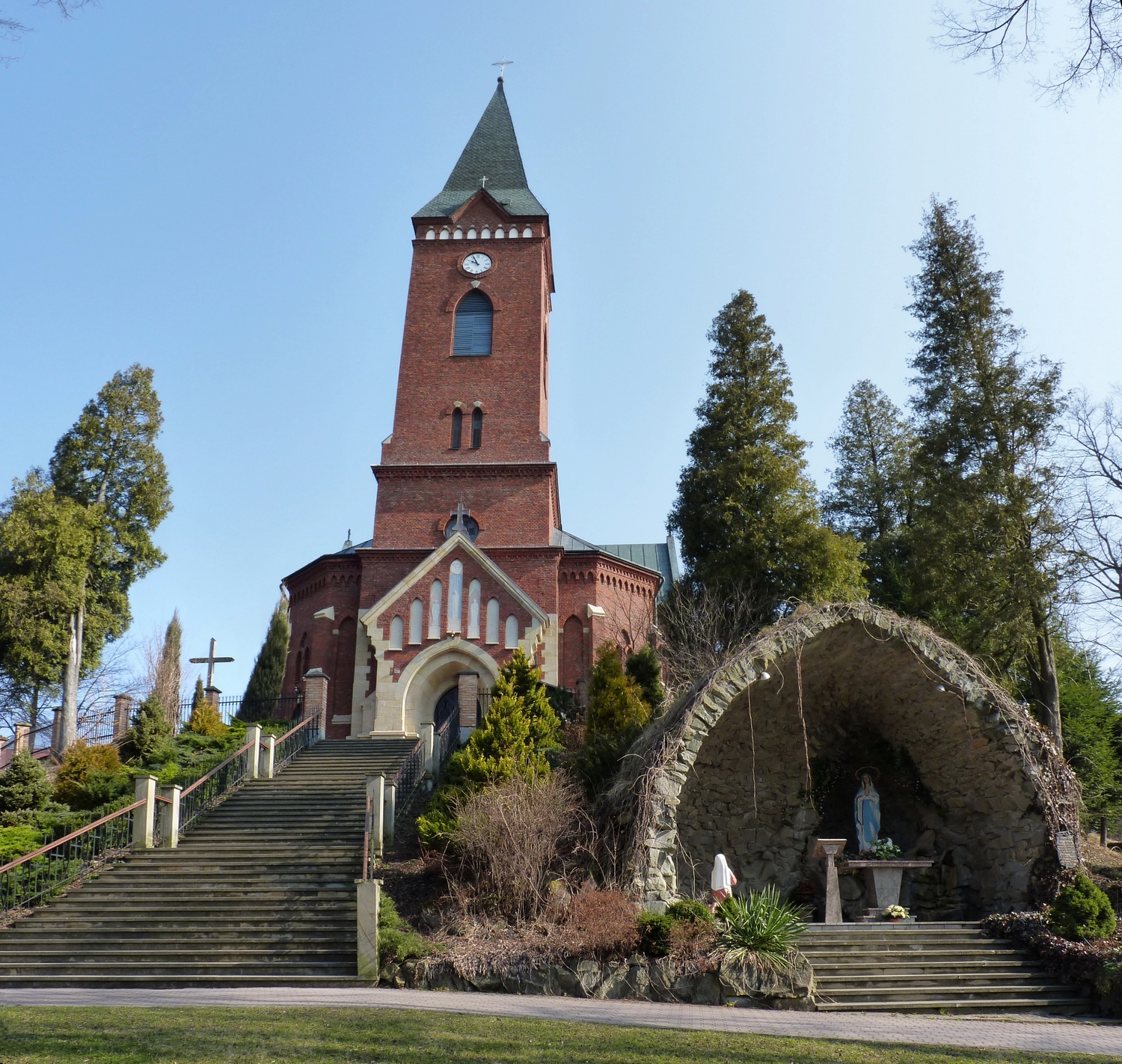
Костел в Іздебках (1914), побудований на місці найдавнішої церкви села.

Вперше згадується в 1436 р., було закріпачене на німецькому праві.
До кінця XVI століття в селі вже була церква і священик. У 1598 році за розпорядженням власниці села Катарини Ваповської було здійснено насильне переведення церкви на костел, внаслідок чого, українське населення зазнало латинізації та полонізації. Не дивлячись на це у 1660 р. церква була збудована знову і служила 300 років. Перемінена на костел стара церква, до 1700 року прийшла у занепад. Нова власниця села Юстина Ореховська відремонтувала споруду, яка було знову посвячена у 1745 р. Аж у 1914 році споруда давньої церкви, використовуваної під костел буда розібрана і на її місці зведено муровану споруду в псевдоготичному стилі.
У 1882 р. в селі було 2341 житель: 640 греко-католиків, 1610 римо-католиків і 91 юдей; місцева греко-католицька парафія налічувала 1000 парафіян і включала с. Обарим, с. Видрна, с. Невістка, м. Березів, с. Стара Весь, с. Близне, с. Домарадз, с. Пересітниця, с. Яблінка; парафія належала до Бірчанського деканату Перемишльської єпархії. В 1931 р. збудовано новий мурований костел. На 1936 р. в селі проживало 1003 грекокатолики, українське населення мало парафію, яка об'єднувала 9 сіл і місто Березів та налічувала 1243 парафіянина, належала до Динівського деканату Апостольської адміністрації Лемківщини, також була читальня «Просвіти». Метричні книги велися від 1784 р. Село належало до Березівського повіту Львівського воєводства.
На 01.01.1939 у селі було 3760 жителів, з них 1020 українців, 2670 поляків і 70 євреїв.
У 1975—1998 роках село належало до Кросненського воєводства.

## Демографія
Демографічна структура станом на 31 березня 2011 року:
|          | Загалом | Допрацездатний вік | Працездатний вік | Постпрацездатний вік |
| -------- | ------- | ------------------ | ---------------- | -------------------- |
| Чоловіки | 1362    | 293                | 904              | 165                  |
| Жінки    | 1377    | 261                | 755              | 361                  |
| Разом    | 2739    | 554                | 1659             | 526                  |

## Сучасність
Адміністративна частина села Рудавець є окремим солтиством Іздебки-Рудавець.